# Anton Putsila
Anton Putsila (Orsha, 23 de junho de 1987) é um futebolista da Bielorrússia.
Iniciou no Dínamo Minsk, e após duas temporadas no Hamburgo, retornou ao Dínamo.